# What Every Woman Learns
What Every Woman Learns er en amerikansk stumfilm fra 1919 af Fred Niblo.

## Medvirkende
- Enid Bennett som Amy Fortesque
- Milton Sills som Walter Melrose
- Irving Cummings som Dick Gaylord
- William Conklin som John Matson
- Lydia Knott som Charlotte